# Ascher-Syndrom
Das Ascher-Syndrom ist ein sehr seltenes angeborenes Dysmorphiesyndrom mit einer Kombination von Blepharochalasis, „doppelter Lippe“ (einer besonderen Falte der Mundschleimhaut) sowie in 10 – 50 % einer euthyreoten Struma.
Synonyme sind: Blepharochalasie-Doppelte Lippe-Syndrom; Laffer-Ascher-Syndrom
Die Namensbezeichnung bezieht sich auf die Beschreibung als Syndrom aus dem Jahre 1920 durch Karl Ascher sowie auf die mutmaßliche Erstbeschreibung durch W. B. Laffer aus dem Jahre 1909.

## Verbreitung und Ursache
Die Häufigkeit wird mit unter 1 zu 1.000.000 angegeben, bislang wurde über weniger als 20 Betroffene berichtet. Die Ursache ist nicht bekannt.

## Klinische Erscheinungen
Klinische Kriterien sind:
- Manifestation meist nach dem 5. Lebensjahr mit zunächst wiederholten schmerzlosen Schwellungen des Oberlides und der Oberlippe, dann zunehmende Erschlaffung der Lidhaut mit Ödemartigen Schwellungen, Hautatrophie mit durchschimmernden Blutgefäßen, Verengung der Lidspalte
- in etwa 80 % Entwicklung einer Blepharochalasis mit in die Oberlidsäcke prolabiertem Orbitalfett und Tränendrüsengewebe, meist beidseitig
- nur selten Beeinträchtigung des Sehvermögens
- besondere Falte der Mundschleimhaut „Doppellippe“ meist an der Oberlippe mit starker Gefäß- und Bindegewebsvermehrung
- nach der Pubertät ist die Entwicklung einer euthyreoten Struma möglich

Hinzu können Hypertelorismus, Ptose, verbreiterte Nase mit breiter Spitze, hoher Gaumen, beidseitige Klinodaktylie des Mittelfingers kommen.

## Diagnose
Die Diagnose ergibt sich aus den klinischen Befunden.

## Differentialdiagnose
Abzugrenzen sind ein Angioödem, die Cheilitis granulomatosa und das Melkersson-Rosenthal-Syndrom.

## Therapie
Die Behandlung kann funktionell-kosmetisch als operative Korrektur erfolgen.